# Țigănești
Ţigăneşti é uma comuna romena localizada no distrito de Teleorman, na região de Muntênia. A comuna possui uma área de 30.80 km² e sua população era de 5417 habitantes segundo o censo de 2007.